# 長山站 (南韓)
長山站（：／ Jangsan yeok */?）曾經为韩国铁路光州线上的一座鐵路站，位于全罗南道潭陽郡古西面，已于1944年废止。

## 历史
- 1928年1月1日，落成使用。
- 1944年11月1日，停止使用。